# Medalles del Cercle d'Escriptors Cinematogràfics de 2004
La cerimònia de lliurament de les medalles del Cercle d'Escriptors Cinematogràfics de 2004 va tenir lloc el 24 de gener de 2005 al Cine Palafox de Madrid i fou presentada pels actors María Valverde i Elio González Suárez. Va comptar amb el patrocini de la Comunitat de Madrid, 'EGEDA, la Fundació per al Foment de la Cultura, TVE i la Madrid Film Comission.
Els premis tenien per finalitat distingir als professionals del cinema espanyol i estranger pel seu treball durant l'any 2004. Es van concedir les mateixes medalles que a l'edició anterior, però se separaren la labor periodística de la labor literària, en total 16 premis. Es va concedir un premi homenatge al productor Elías Querejeta. La gran guanyadora de la nit va ser Héctor de Gracia Querejeta, que va guanyar sis medalles (millor pel·lícula, director, actriu, guió original, muntatge i música), mentre que l'altra favorita, Mar adentro, en va treure quatre (millor actor, actriu secundària, fotografia i premi revelació).
Després del lliurament de medalles es va projectar en primícia la pel·lícula Descobrir el País de Mai Més de Marc Forster, en versió original.

## Pel·lícules candidates
| Pel·lícula                                | Nominacions | Premis |
| ----------------------------------------- | ----------- | ------ |
| Mar adentro                               | 11          | 4      |
| Héctor                                    | 9           | 6      |
| El séptimo día                            | 7           | 1      |
| Tiovivo c. 1950                           | 5           | 0      |
| Horas de luz                              | 3           | 0      |
| La mala educación                         | 3           | 0      |
| María querida                             | 2           | 0      |
| Diarios de motocicleta                    | 1           | 1      |
| Astronautas                               | 1           | 0      |
| Las voces de la noche                     | 1           | 0      |
| El principio de Arquímedes                | 1           | 0      |
| Cosas que hacen que la vida valga la pena | 1           | 0      |
| No te muevas                              | 1           | 0      |
| El año del diluvio                        | 1           | 0      |
| Romasanta                                 | 1           | 0      |

## Premis per categoria
| Millor pel·lícula | Millor direcció |
| --- | --- |
| - Héctor - Mar adentro - El séptimo día - Tiovivo c. 1950 | - Gracia Querejeta per Héctor - Alejandro Amenábar per Mar adentro - Carlos Saura per El séptimo día - José Luis Garci per Tiovivo c. 1950                                                                      |
| Millor actor protagonista | Millor actriu protagonista |
| - Javier Bardem per Mar adentro - Alberto San Juan per Horas de luz - Gael García Bernal per La mala educación - Eduard Fernández per Cosas que hacen que la vida valga la pena                  | - Adriana Ozores per Héctor - Marta Belaustegui per El principio de Arquímedes - Emma Suárez per Horas de luz - Pilar Bardem per María querida                                                                  |
| Millor actor secundari | Millor actriu secundària |
| - Juan Diego per El séptimo día - Pepo Oliva per Héctor - José Ángel Egido per Horas de luz - Celso Bugallo per Mar adentro                                                                      | - Lola Dueñas per Mar adentro - Núria Gago Roca per Héctor - Mabel Rivera per Mar adentro - María Botto per María querida                                                                                       |
| Millor guion original | Millor guió adaptat |
| - David Planell i Gracia Querejeta per Héctor - Alejandro Amenábar i Mateo Gil per Mar adentro - Ray Loriga per El séptimo día - José Luis Garci i Horacio Valcárcel per Tiovivo c. 1950         | - José Rivera per Diarios de motocicleta - Margaret Mazzantini i Sergio Castellitto per No te muevas - Salvador García Ruiz per Las voces de la noche - Jaime Chávarri i Eduardo Mendoza per El año del diluvio |
| Premi revelació | Millor fotografia |
| - Belén Rueda per Mar adentro - Nilo Mur per Héctor - Yohana Cobo per El séptimo día - Teresa Hurtado de Ory per Astronautas                                                                     | - Javier Aguirresarobe per Mar adentro - François Lartigue per El séptimo día - Javier Salmones per Romasanta - Raúl Pérez Cubero per Tiovivo c. 1950                                                           |
| Millor música | Millor muntatge |
| - Ángel Illarramendi per Héctor - Alejandro Amenábar per Mar adentro - Roque Baños per El séptimo día - Alberto Iglesias per La mala educación                                                   | - Nacho Ruiz Capillas per Héctor - Alejandro Amenábar per Mar adentro - José Salcedo Palomeque per La mala educación - José Luis Garci per Tiovivo c. 1950                                                      |
| Millor pel·lícula estrangera | |
| - The Passion of the Christ, de Mel Gibson Estats Units - 2046, de Wong Kar-wai R.P. de la Xina - Lost in Translation, de Sofia Coppola Estats Units - Els increïbles, de Brad Bird Estats Units | |
| Medalla d'honor | |
| Elías Querejeta | |
| Medalla a la labor literària | |
| Miguel Urabayen. | |
| Medalla a la labor periodística | |
| LoQueYoTeDiga (Cadena Ser) | |